# Kaplica św. Anny w Pasynkach
Kaplica pod wezwaniem św. Anny – prawosławna kaplica cmentarna w Pasynkach. Należy do parafii Narodzenia św. Jana Chrzciciela w Pasynkach, w dekanacie Bielsk Podlaski diecezji warszawsko-bielskiej Polskiego Autokefalicznego Kościoła Prawosławnego.

## Położenie
Świątynia znajduje się na cmentarzu z XIX wieku o powierzchni 0,93 ha.

## Opis

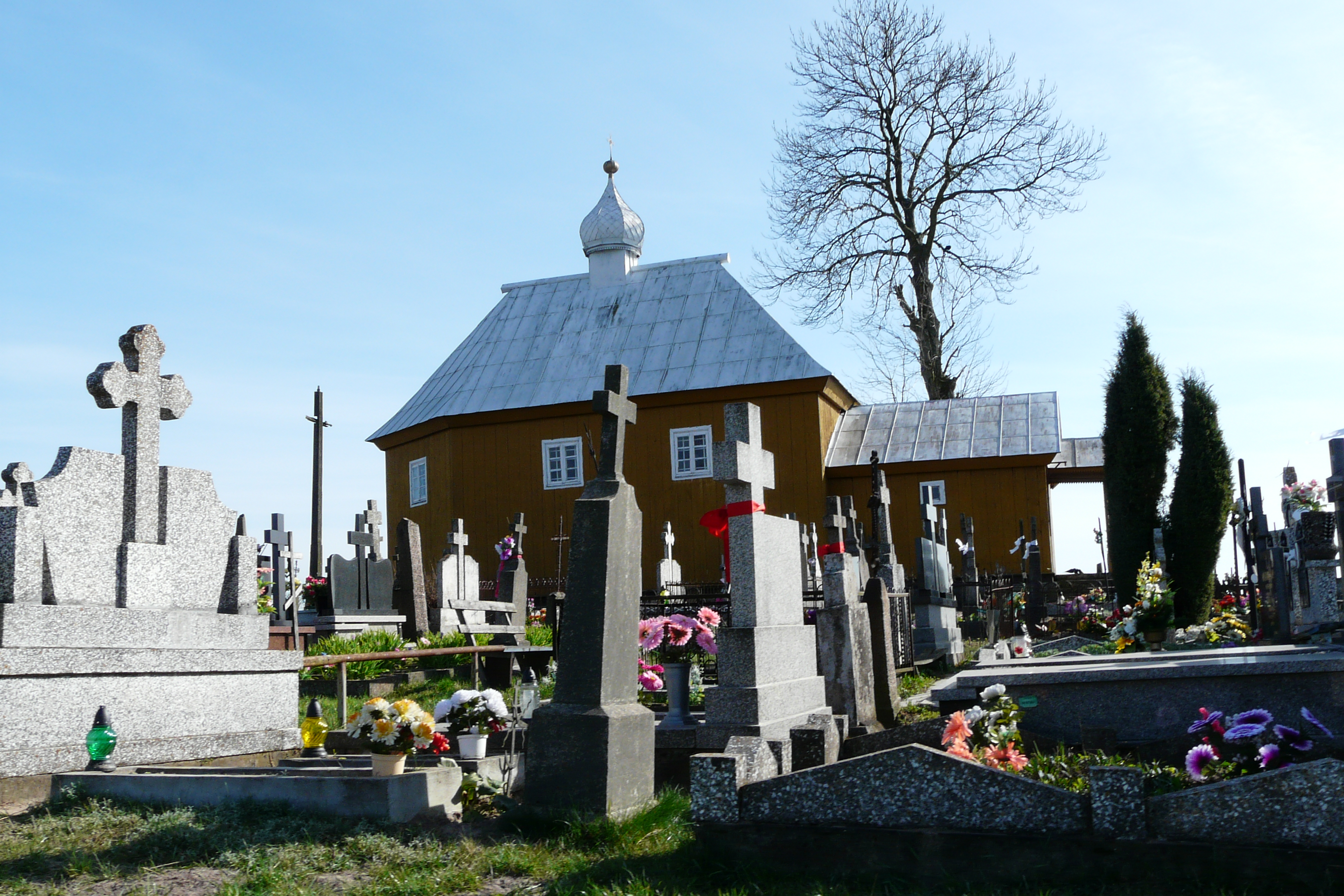
Kaplica przed remontem(2009)

Kaplica została zbudowana w XVIII w. Początkowo greckokatolicka, po 1839 prawosławna. Drewniana, o konstrukcji zrębowej, salowa, zamknięta trójbocznie. Od frontu obszerna kruchta. Przy wejściu zadaszony, dwusłupowy ganek. Dachy blaszane, jednokalenicowe. Nad nawą kwadratowa wieżyczka zwieńczona cebulastą kopułą.
W 1988 świątynia została gruntownie wyremontowana.
Uroczystość patronalna obchodzona jest 7 sierpnia (według starego stylu 25 lipca).
Kaplicę wpisano do rejestru zabytków 10 maja 1977 pod nr A-35.